# مخزن (وحدة قياس)
المُخزن (المخزن بضم الميم)، وحدة قياس للمساحة، كانت تستخدم قديماً في المدينة المنورة وهي تعادل اثنين وأربعين متراً مربعاً وخمسة وعشرين بالمائة من المتر المربع.